# 杨光 (足球运动员)
杨光（1980年2月11日—），是一名中国足球运动员。
杨光曾经被视为相当有潜力的左翼球员，11岁的时候考入火车头足校，与後來成為國腳的李玮锋和李毅为同一批火车头青训体系队员。1997年火车头队打入甲B，杨光第一次接触中国职业足球，雖只是梯队队员。赛季结束，火车头队降级。翌年年底，火车头队包括李玮锋、李毅、杨光、徐阳在内的10几名年轻球员，被深圳平安以900万的价格整体买断。1999年杨光被租借到青岛海利丰踢了一年球，2000年回归深圳平安队，自此成為深圳隊的主力左翼。
2003年他在加盟上海申花后表现出色，在2003赛季亚冠联赛上海申花4：3力克鹿岛鹿角的比赛和第一阶段联赛中均表现突出。然而在7月的上海德比中被当时效力于上海国际的小李明踢成重伤，面对李明的恶意犯规，当值主裁判杨志强并未做出任何判罚，
对此申花俱乐部和队员怒斥其下流，并对裁判判罚表达了强烈不满。
虽然此后杨光伤愈归队，但是再未恢复伤前的状态。连续两年被俱乐部挂牌无果后，他最终于2006年2月宣布退役，年仅26岁。退役後的楊光回到家鄉昆明，隨業余隊昆明交警踢球，參加了中丙和足協杯賽事（臨時代表火車頭隊友初少剛的長春風云），并開始教練證的攻讀。
2014年杨光复出代表福建超越参加乙级联赛。